# Valerija Chanina
Valerija Dmytrivna Chanina (in ucraino Валерія Дмитрівна Ханіна?; trasl. angl.: Valeriya Dimitrivna Khanina; Donec'k, 13 aprile 1999) è una ginnasta ucraina.

## Carriera

### Junior
Nel 2014 partecipa ai Campionati europei di ginnastica ritmica 2014 di Baku, dove arriva quinta nella gara a team e seconda al nastro dietro ad Irina Annenkova. Ai II Giochi Olimpici Giovanili Estivi arriva sesta.

### Senior
Nel 2016 diventa una riserva della squadra nazionale ucraina.
nel 2017 vince un bronzo nella finale alle 3 palle e alle 2 funi alla World Cup di Pesaro. Ai Campionati mondiali di ginnastica ritmca 2017 di Pesaro ariva sesta.
Nel 2018 vince diverse medaglie d'oro alla Miss Valentine di Tartu e al Grand Prix di Kiev. Al Grand Prix di Thiais vince l'oro ai 5 cerchi, l'argento all-around e il bronzo alle 3 palle e alle 2 funi. Alla World Cup di Baku vince il bronzo alle tre palle e alle due funi, alla World Cup di Tashkent vince l'argento ai 5 cerchi e il bronzo alle 3 palle e alle 2 funi. Ai Campionati europei di ginnastica ritmica 2018 di Guadalajara arriva quarta nell'all-around e seconda nella gara a team (con Chrystyna Pohranyčna e Viktorija Onoprijenko) e ai 5 cerchi. Partecipa alla World Cup di Minsk. Ai Campionati mondiali di ginnastica ritmica 2018 di Sofia vince un bronzo alle 3 palle e alle 2 funi, arrivando invece quarta nell'all-around.
Nel 2019 partecipa alla World Cup di Pesaro, dove vince l'argento ai 3 cerchi e alle 4 clavette. Alla World Cup di Sofia vince l'oro nella medesima specialità. Alla World Cup di Tashkent vince il bronzo nell'all-around. Alla World Cup di Baku vince due bronzi alle 5 palle e ai 3 cerchi e alle 4 clavette. Alla XXX Universiade vince tre argenti: all-around, 5 palle, 3 cerchi e due clavette.

## Palmarès

### Mondiali
| Anno | Città | Risultato | Specialità       |
| ---- | ----- | --------- | ---------------- |
| 2018 | Sofia | Bronzo    | 3 palle e 2 funi |

### Europei
| Anno | Città       | Risultato | Specialità |
| ---- | ----------- | --------- | ---------- |
| 2018 | Guadalajara | Argento   | 5 cerchi   |
| 2018 | Guadalajara | Argento   | Team       |

### Europei juniores
| Anno | Città | Risultato | Specialità |
| ---- | ----- | --------- | ---------- |
| 2014 | Baku  | Argento   | Nastro     |

### Universiadi
| Anno | Città  | Risultato | Specialità            |
| ---- | ------ | --------- | --------------------- |
| 2019 | Napoli | Argento   | All-Around            |
| 2019 | Napoli | Argento   | 5 palle               |
| 2019 | Napoli | Argento   | 3 cerchi e 4 clavette |

### Coppa del mondo
| Anno | Città    | Risultato | Specialità            |
| ---- | -------- | --------- | --------------------- |
| 2017 | Pesaro   | Bronzo    | 3 palle e 2 funi      |
| 2018 | Baku     | Bronzo    | 3 palle e 2 funi      |
| 2018 | Tashkent | Argento   | 5 cerchi              |
| 2018 | Tashkent | Bronzo    | 3 palle e 2 funi      |
| 2019 | Pesaro   | Argento   | 3 cerchi e 4 clavette |
| 2019 | Sofia    | Oro       | 3 cerchi e 4 clavette |
| 2019 | Tashkent | Bronzo    | All-Around            |
| 2019 | Baku     | Bronzo    | 5 palle               |
| 2019 | Baku     | Bronzo    | 3 cerchi e 4 clavette |